# 에즈라 보걸
에즈라 페이벨 보걸(Ezra Feivel Vogel, 1930년 7월 11일 ~ 2020년 12월 20일)은 미국의 사회학자이다. 주로 현대 일본, 중국과 한국에 대해 다루었다. 하버드 대학교 핸리 포드 2세 사회학과 교수로 재직하였고 페어뱅크센터 소장, 아시아센터 소장 등을 지냈다.
1978년 저서 《세계 최고의 일본》(Japan as Number One: Lessons for America)으로 알려졌으며, 2011년 《덩샤오핑과 중국의 전환》(Deng Xiaoping and the Transformation of China)으로 리오넬 겔버 상을 받았다.

## 저작
- A Modern Introduction to the Family (1960, 노먼 W. 벨 공저)
- Japan as Number One: Lessons for America (1979)
- The Four Little Dragons: The Spread of Industrialization in East Asia (1993)
- Deng Xiaoping and the Transformation of China (2011)
  - 《덩샤오핑 평전》. 번역 심규호; 유소영. 민음사. 2014. ISBN 9788937488856.
- The Park Chung Hee Era : The Transformation of South Korea (2011)
- China and Japan: Facing History (2019)
  - 《중국과 일본》. 번역 김규태. 까치. 2021. ISBN 9788972917373.